# Tore André Flo
Tore André Flo, (Stryn, Sogn og Fjordane, 15 de junio de 1973) es un exfutbolista y entrenador noruego. Es el entrenador del Sogndal Fotball desde 2022.
Como futbolista, jugó en la posición de delantero, y pasó su carrera en clubes de su país, Inglaterra, Escocia e Italia. A nivel internacional, formó parte de la selección de Noruega entre 1995 y 2004, con la que disputó 76 encuentros y anotó 23 goles. Formó parte del plantel que disputó la Copa Mundial 1998.

## Primeros años
Flo nació en Stryn, en el condado noruego de Sogn og Fjordane, el 15 de junio de 1973, Proviene de una larga familia de futbolistas, ya que no solo su padre practicó este deporte, sino también sus hermanos Jarle y Jostein Flo, su primo Håvard y sus sobrinos Per Egil y Ulrik.

## Trayectoria

### Sogndal
Flo comenzó su carrera con el club de su ciudad, el Stryn IL. En 1993, se mudó a Sogndal, jugando con sus hermanos Jostein y Jarle. Tore André Flo hizo su debut en la eliteserien el 17 de abril de 1994 contra el Tromsø IL. Después de que el Sogndal perdiera la categoría André Flor fue transferido al Tromsø IL

### Tromsø
En Tromsø, Flo se convirtió en un éxito: marcó 18 goles en la temporada de 1995 y fue el máximo goleador del club. Sus actuaciones en esa temporada culminaron con el debut de Flo con la selección de noruega.

### Brann
Flo se mudó a Bergen en 1996 para jugar en SK Brann. Continuó jugando bien y marcó 28 goles durante su estadía. Durante sus años en Brann, se puede decir que Flo se convirtió en uno de los mejores atacantes de Noruega.
Sin embargo, en la primera mitad de la temporada de 1997, la mayoría de los fanáticos de Brann no lo consideraron un gran éxito, quizás porque su mente ya estaba en el Chelsea, por el que fichó en circunstancias controvertidas. Sin embargo, anotó un triplete en su último partido con Brann antes de irse al Chelsea.

### Chelsea
Flo fue comprado por 3.7 millones de Libras,($ 5.409.000) por el Chelsea F.C. de la Premier League inglesa en el verano de 1997.
Flo hizo su debut con el Chelsea contra el Coventry City y anotó en la derrota de su equipo por 3-2. Marcó 15 goles en su primera temporada con el Chelsea, incluido un triplete en la victoria por 6-1 sobre el Tottenham Hotspur en el White Hart Lane y dos en la victoria por 6-2 sobre el Crystal Palace; el Chelsea terminó cuarto en la Premier League además ganó la Copa de la Liga y la Supercopa de Europa. Flo hizo una contribución especialmente importante en este último torneo, al marcar dos goles fuera de casa contra el Real Betis en cuartos de final.
Un año después, cuando el Chelsea luchaba por el título, Flo anotó diez goles en la liga, pero sus oportunidades de juego se vieron constantemente limitadas por la política de rotación del equipo del técnico Gianluca Vialli y el fichaje del delantero italiano Pierluigi Casiraghi. Los Blues finalmente terminaron terceros, lo suficientemente para alcanzar su primera clasificación para la Champions League. Flo anotó 19 goles en la temporada 1999-00, lo que lo convirtió en el máximo goleador del Chelsea y ayudó al club a ganar la Copa de la Liga y llegar a los cuartos de final de la Liga de Campeones, donde marcó dos goles en la victoria por 3-1 sobre el Barcelona en Stamford Bridge. Marcó otro en el Camp Nou en el partido de vuelta contra el Barça, aunque el equipo finalmente perdió 5-1 (fue 3-1 en el tiempo reglamentario, y el Chelsea concedió dos goles en la prórroga). Al comienzo de la temporada 2000-01, Chelsea había fichado a los delanteros Jimmy Floyd Hasselbaink y Eiður Guðjohnsen, a pesar de marcar dos goles y asistir a uno en un empate 3-3 a domicilio contra el Manchester United, nuevamente se vio obligado a sentarse en el banco de suplentes y pidió su salida. Jugó 160 partidos con el Chelsea y marcó 50 goles.

### Rangers
En noviembre de 2000, Flo fue vendido al Glasgow Rangers de la Scottish Premiership, en un acuerdo récord de 12 millones de libras esterlinas, lo que convirtió a Flo en el jugador noruego más caro de la historia, el fichaje más caro del Rangers y la mayor transferencia de cualquier club escocés.
Se esperaba mucho de Flo, y comenzó bien al anotar en su debut en una victoria por 5-1 sobre el archirrival del Rangers, Celtic, anotó 18 goles en 30 partidos de la scottish premiership. Su segunda temporada en los Rangers fue considerada la mejor en Escocia, anotando 22 goles en 42 partidos, incluido el gol inicial en la victoria de la Copa de la Liga de 2002 sobre el Ayr United.

### Sunderland
Fue vendido al Sunderland el último día del mercado de transferencias al comienzo de la temporada 2002-03. La llegada de Flo se anunció junto con su compañero delantero Marcus Stewart, y el costo total de las transferencias se declaró en £10 millones. Sunderland no aclaró los precios individuales, aunque los medios citaron ampliamente una cifra de £ 8,2 millones para Flo. Sunderland confirmó que fue comprado por £ 6,75 millones, lo que lo convierte en la segunda compra más cara de Sunderland. El entrenador del Sunderland, Peter Reid, había estado bajo fuego durante la pretemporada por no haber comprado un delantero de renombre como reemplazo a largo plazo del envejecido Niall Quinn. El precio relativamente alto de un jugador que estaba teniendo problemas en Escocia y la hora tardía de su fichaje llevaron a muchos fanáticos y expertos, incluida la leyenda Jimmy Montgomery, a creer que Flo era una compra de pánico en el día límite. Una vez más marcó en su partido de debut, un empate 1-1 contra el Manchester United.
Estaba claro por las tácticas de Sunderland que Reid esperaba que Flo asumiera el papel del veterano Niall Quinn como un objetivo alto para los balones largos. No era un papel con el que se sintiera cómodo y luchó por formar una sociedad con su compañero delantero Kevin Phillips. Cuando Reid fue despedido en octubre y reemplazado por Howard Wilkinson, Flo inmediatamente cayó en desgracia, al no poder llegar al banquillo para el primer juego, ya que Wilkinson cuestionó públicamente el estado físico del noruego. Flo logró volver al primer equipo hasta el despido de Wilkinson en marzo. Su sucesor, Mick McCarthy, no pudo darle a Flo 90 minutos de fútbol en ninguno de los nueve partidos restantes de la temporada.
En 32 apariciones con el Sunderland, Flo anotó solo 6 goles (4 de ellos en la Premiership) completando solo 11 de los 23 partidos de liga que inició. Sunderland fue relegado a la English Football League One y, con deudas masivas, se vio obligado a vender o liberar a la mayoría de los jugadores con salarios altos. Flo jugó un partido de la Copa de la Liga en 2003-04, pero en el otoño de 2003 salió de manera gratuita.

### Siena

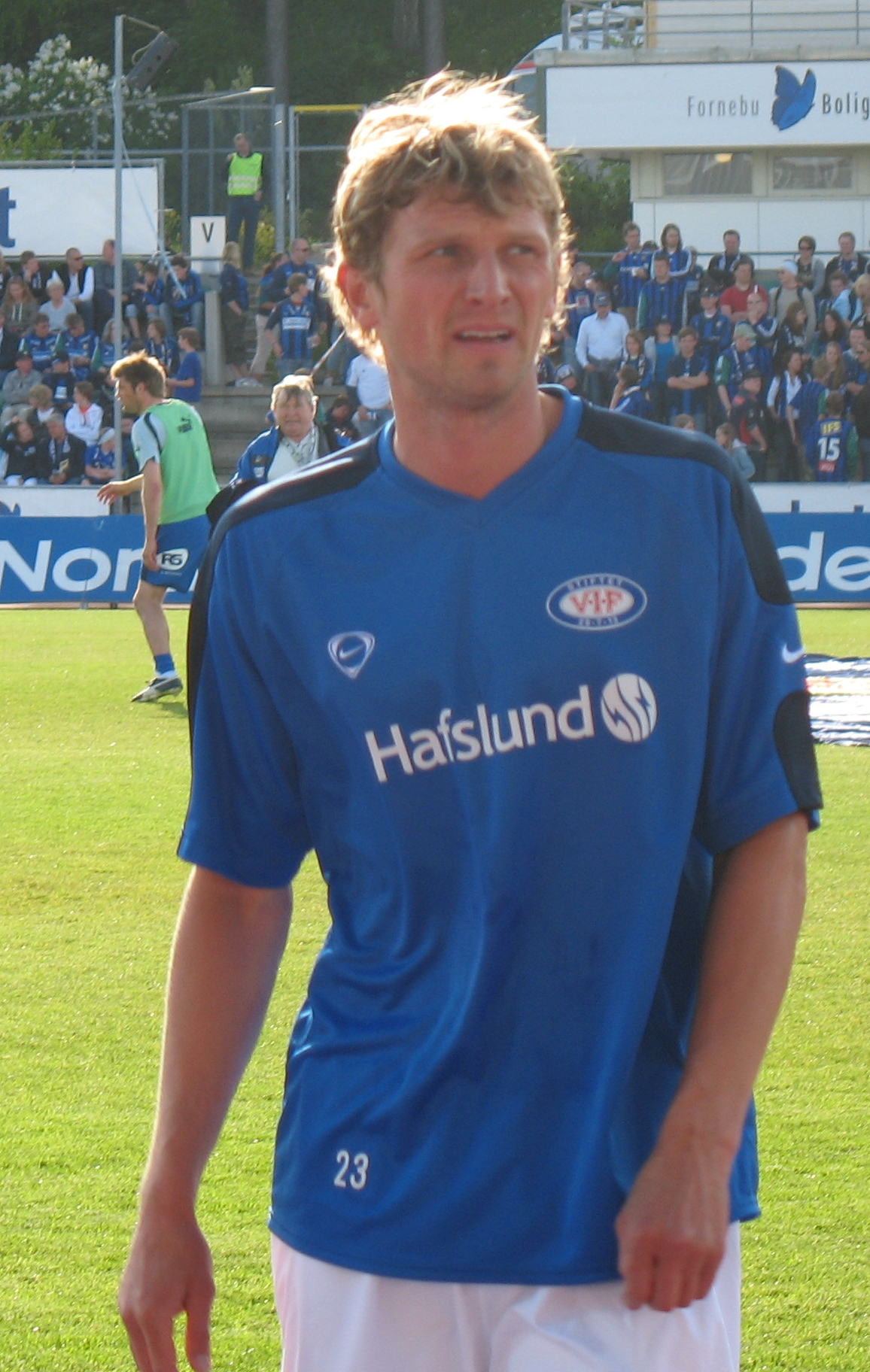
Flo jugando para el Vålerenga IF en junio de 2006

Flo probó suerte en Italia y se unió al recién ascendido AC Siena de la Serie A en una transferencia gratuita en 2003. Flo jugó para el Siena durante dos temporadas, convirtiéndose en un éxito en el fútbol italiano y ayudando al club a establecerse en la primera división por primera vez. Mostró una versatilidad sorprendente cuando el entrenador Giuseppe Papadopulo le pidió que jugara en un papel más retraído como segundo delantero, detrás de Enrico Chiesa y Nicola Ventola, en lugar de su papel habitual como delantero principal. Se destacó en esta posición y estuvo siempre presente para su club durante la temporada 2003-04, ya que anotó ocho goles, ayudando a Siena a evitar el descenso: marcó su primer gol para su nuevo club contra el Empoli. El siguiente gol llegó ante el Reggina en la sexta jornada el 18 de octubre. Más tarde ganaron el partido en la victoria en casa por 1-0 contra el Udinese.
Su segunda y última temporada con el club fue menos exitosa, ya que las lesiones y la competencia de otros delanteros lo vieron ganar menos tiempo de juego con el entrenador Gigi Simoni; solo logró cinco goles en 17 aperturas durante la temporada 2004-05 e hizo 5 apariciones como suplente, aunque una vez más ayudó a Siena a evitar el descenso. Marcó el único gol en la histórica primera victoria por 1-0 contra sus rivales Fiorentina. Realizó otra actuación brillante en noviembre contra los eventuales finalistas Roma en una victoria a domicilio por 2-1 en la Copa Italia, donde anotó los dos goles de su equipo. Otros dos goles llegaron en una victoria a domicilio por 1-3 contra el Chievo en enero. También anotó el gol 2-1 en un empate 2-2 en casa contra el eventual campeón de la Copa Italia, el Inter de Milán.

### Vålerenga
Flo fichó por el ambicioso club Vålerenga IF de Oslo en julio de 2005. Estuvo contratado por el club hasta el final de la temporada 2006. Su estancia en el Vålerenga se vio obstaculizada por numerosas lesiones que le impidieron tener una repercusión grave. El Vålerenga no le ofreció un nuevo contrato al final de la temporada, dejando a Flo libre para fichar por otros clubes.

### Leeds United
El 3 de enero de 2007, su excompañero de equipo Dennis Wise trajo a Flo de regreso a Inglaterra, esta vez para el Leeds United, con un contrato que duró hasta el final de la temporada 2006-07. Flo hizo su debut como visitante como suplente del equipo de Yorkshire en la derrota del Leeds por 3-1 ante el West Bromwich Albion en la Copa de la Liga. Una semana después, Flo anotó su primer gol con el Leeds contra el mismo rival después de tres minutos con un cabezazo imponente en un partido de liga que terminó en una derrota por 3-2. Una lesión posterior impidió que Flo jugara un papel significativo durante el resto de la temporada. Se creía que Flo estaba listo para dejar Leeds debido a una cláusula en su contrato, pero Leeds firmó a Flo con un contrato inicial de un año para ayudar en su campaña de League One 2007-08. Solo logró anotar 3 veces en la Liga durante la temporada, todas en apariciones secundarias. Flo fue patrocinado por fanáticos famosos de Leeds, los Kaiser Chiefs. Flo había admitido previamente que Leeds probablemente sería su último club antes de retirarse. Se convirtió en un favorito de los fanáticos sin jugar mucho para Leeds.
En marzo de 2008, Flo anunció su retiro del fútbol.

### Milton Keynes Dons

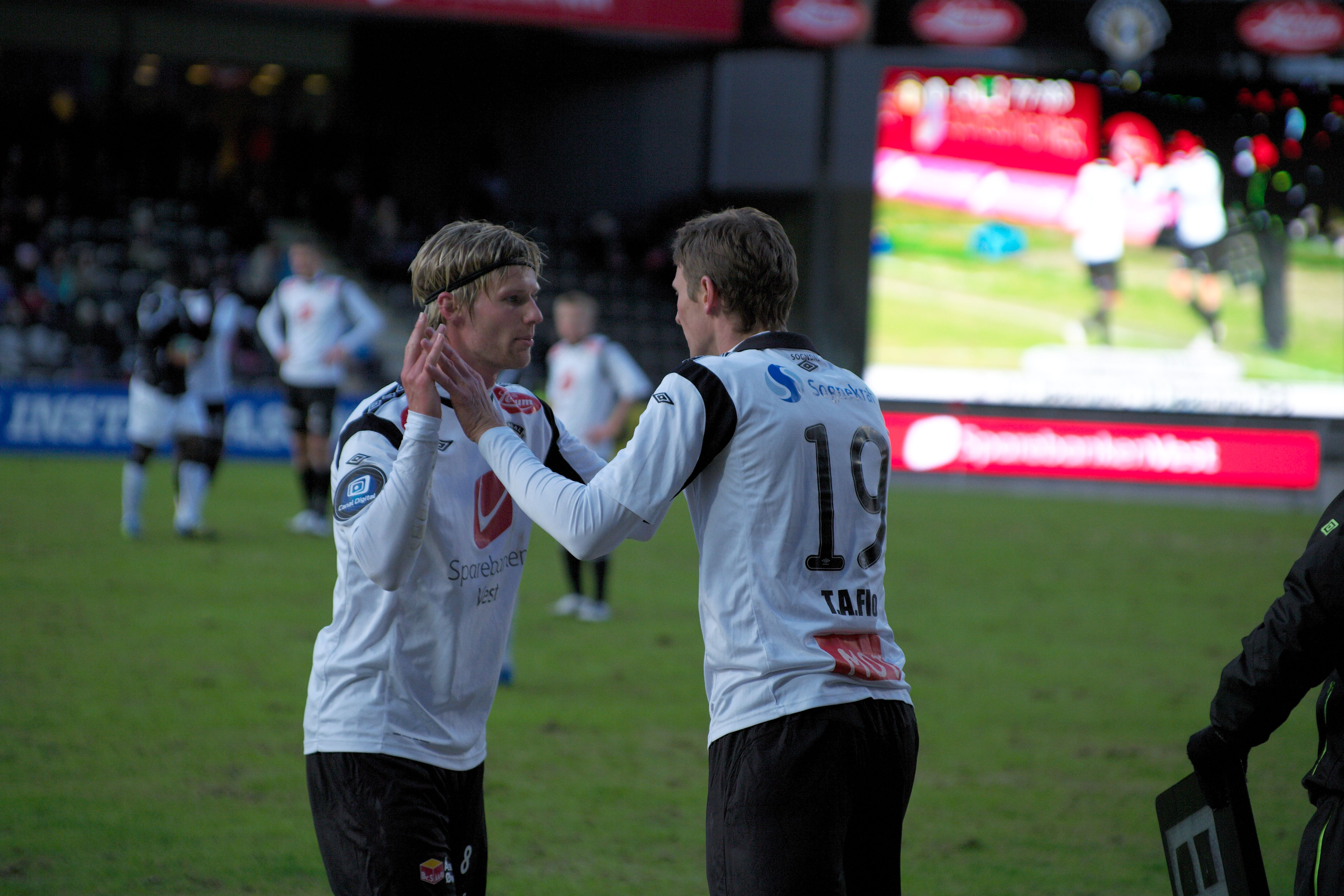
Tore André Flo y Ulrik Flo.

El 21 de noviembre de 2008, Flo salió de su retiro y firmó un contrato con el Milton Keynes Dons que duró hasta el final de la temporada. Jugó su primer partido entrando como suplente contra el Scunthorpe el 6 de diciembre de 2008. No fue titular hasta el tercer último partido de la temporada contra Walsall. Flo también tuvo la desgracia de fallar el noveno penalti en una tensa tanda de penaltis contra el Scunthorpe United que impidió que los MK Dons llegaran a la final de los play-offs de la League One de 2009 en Wembley.
El 19 de mayo de 2009, Flo fue liberado de su contrato con Milton Keynes Dons.

### Regreso y retiro definitivo en Sogndal
En 2011, dos años después de su retiro, Flo sorprendentemente hizo una segunda reaparición en el recién ascendido Sogndal. Primero entró como suplente ante el Rosenborg el 30 de julio. En su primera apertura en el último día de la temporada, marcó los dos goles en la victoria por 2-1 contra el campeón de liga Molde, entonces dirigido por Ole Gunnar Solskjær.

## Selección nacional
Flo jugó 76 partidos con la selección de noruega e hizo su debut en un empate 0-0 con Inglaterra el 11 de noviembre de 1995 con tan solo 22 años. Anotó 23 goles, lo que lo convirtió en el cuarto máximo goleador conjunto de Noruega, junto con Ole Gunnar Solskjær. Se ganó el apodo de Flonaldo (un juego de palabras con Ronaldo, uno de los mejores delanteros del mundo) cuando Noruega venció a Brasil 4-2 en un partido amistoso. Flo jugó con Noruega la Copa del Mundo de 1998, anotando un gol en la victoria por 2-1 sobre el campeón Brasil para que clasificaran por primera vez a octavos de final. Flo optó por retirarse de la selección en 2004, decidiendo priorizar a su familia.

### Participaciones en Copas del Mundo
| Mundial           | Sede    | Resultado        | Partidos | Goles |
| ----------------- | ------- | ---------------- | -------- | ----- |
| Copa Mundial 1998 | Francia | Octavos de final | 4        | 1     |

### Participaciones en Eurocopa
| Copa          | Sede                   | Resultado    | Partidos | Goles |
| ------------- | ---------------------- | ------------ | -------- | ----- |
| Eurocopa 2000 | Bélgica y Países Bajos | Primera fase | 3        | 0     |

## Estilo de juego
Flo era un delantero rápido, alto, potente y fuerte físicamente que, a pesar de su tamaño, también poseía una buena técnica.

## Estadísticas

### Clubes
| Club                          | Div.          | Temporada     | Liga  | Liga  | Copa  | Copa  | Internacional | Internacional | Total | Total | Prom. |
| Club                          | Div.          | Temporada     | Part. | Goles | Part. | Goles | Part.         | Goles         | Part. | Goles | Prom. |
| ----------------------------- | ------------- | ------------- | ----- | ----- | ----- | ----- | ------------- | ------------- | ----- | ----- | ----- |
| Sogndal Fotball · Noruega     |               |               |       |       |       |       |               |               |       |       |       |
| 1.ª                           | 1993          | 22            | 16    | 3     | 5     | —     | —             | 25            | 21    | 0,84  |       |
| 1.ª                           | 1994          | 22            | 5     | 3     | 3     | —     | —             | 25            | 8     | 0,32  |       |
| Total club                    | Total club    | 44            | 21    | 6     | 8     | 0     | 0             | 50            | 29    | 0,58  |       |
| Tromsø IL · Noruega           | 1.ª           | 1995          | 26    | 18    | —     | —     | —             | —             | 26    | 18    | 0,69  |
| Tromsø IL · Noruega           | Total club    | Total club    | 26    | 18    | 0     | 0     | 0             | 0             | 26    | 18    | 0,69  |
| SK Brann · Noruega            | 1.ª           | 1996          | 24    | 19    | —     | —     | 4             | 4             | 28    | 23    | 0,82  |
| SK Brann · Noruega            | 1.ª           | 1997          | 16    | 9     | —     | —     | 8             | 2             | 24    | 11    | 0,46  |
| SK Brann · Noruega            | Total club    | Total club    | 40    | 28    | 0     | 0     | 12            | 6             | 52    | 34    | 0,65  |
| Chelsea FC Inglaterra         |               |               |       |       |       |       |               |               |       |       |       |
| 1.ª                           | 1997-98       | 34            | 11    | 4     | 2     | 5     | 2             | 43            | 15    | 0,35  |       |
| 1.ª                           | 1998-99       | 30            | 10    | 5     | 1     | 9     | 2             | 44            | 13    | 0,30  |       |
| 1.ª                           | 1999-00       | 34            | 10    | 6     | 1     | 16    | 8             | 56            | 19    | 0,32  |       |
| 1.ª                           | 2000-01       | 14            | 3     | 1     | 0     | 2     | 0             | 17            | 3     | 0,31  |       |
| Total club                    | Total club    | 112           | 34    | 16    | 3     | 32    | 12            | 160           | 50    | 0,31  |       |
| Glasgow Rangers Escocia       | 1.ª           | 2000-01       | 19    | 11    | 3     | 2     | —             | —             | 22    | 13    | 0,59  |
| Glasgow Rangers Escocia       | 1.ª           | 2001-02       | 30    | 18    | 5     | 3     | 11            | 4             | 46    | 25    | 0,54  |
| Glasgow Rangers Escocia       | 1.ª           | 2002-03       | 4     | 0     | —     | —     | —             | —             | 4     | 0     | 0,00  |
| Glasgow Rangers Escocia       | Total club    | Total club    | 68    | 39    | 8     | 5     | 11            | 4             | 87    | 43    | 0,49  |
| Sunderland Inglaterra         | 1.ª           | 2002-03       | 29    | 4     | 3     | 2     | —             | —             | 32    | 6     | 0,19  |
| Sunderland Inglaterra         | 2.ª           | 2003-04       | 0     | 0     | —     | —     | —             | —             | 0     | 0     | 0,00  |
| Sunderland Inglaterra         | Total club    | Total club    | 29    | 4     | 3     | 2     | 0             | 0             | 32    | 6     | 0,19  |
| AC Siena · Italia             | 1.ª           | 2003-04       | 33    | 8     | —     | —     | —             | —             | 33    | 8     | 0,24  |
| AC Siena · Italia             | 1.ª           | 2004-05       | 30    | 5     | 1     | 2     | —             | —             | 31    | 7     | 0,23  |
| AC Siena · Italia             | Total club    | Total club    | 63    | 13    | 1     | 2     | 0             | 0             | 64    | 15    | 0,23  |
| Vålerenga IF · Noruega        | 1.ª           | 2005          | 8     | 0     | —     | —     | —             | —             | 8     | 0     | 0,00  |
| Vålerenga IF · Noruega        | 1.ª           | 2006          | 16    | 4     | —     | —     | —             | —             | 16    | 4     | 0,25  |
| Vålerenga IF · Noruega        | Total club    | Total club    | 24    | 4     |       |       |               |               | 24    | 4     | 0,17  |
| Leeds United Inglaterra       | 2.ª           | 2006-07       | 1     | 1     | 1     | 0     | —             | —             | 2     | 1     | 0,50  |
| Leeds United Inglaterra       | 3.ª           | 2007-08       | 22    | 3     | —     | —     | —             | —             | 22    | 3     | 0,14  |
| Leeds United Inglaterra       | Total club    | Total club    | 23    | 4     | 1     | 0     |               |               | 24    | 4     | 0,17  |
| Milton Keynes Dons Inglaterra | 3.ª           | 2008-09       | 13    | 0     | —     | —     | —             | —             | 13    | 0     | 0,00  |
| Milton Keynes Dons Inglaterra | Total club    | Total club    | 13    | 0     |       |       |               |               | 13    | 0     | 0,00  |
| Sogndal Fotball · Noruega     | 1.ª           | 2011          | 9     | 2     | —     | —     | —             | —             | 9     | 2     | 0,22  |
| Sogndal Fotball · Noruega     | 1.ª           | 2012          | 13    | 0     | 1     | 0     | —             | —             | 14    | 0     | 0,00  |
| Sogndal Fotball · Noruega     | Total club    | Total club    | 22    | 2     | 1     | 0     | 0             | 0             | 23    | 2     | 0,09  |
| Total carrera                 | Total carrera | Total carrera | 464   | 163   | 33    | 20    | 55            | 22            | 552   | 206   | 0,37  |

## Palmarés

### Campeonatos nacionales
| Título      | Club          | País       | Año  |
| ----------- | ------------- | ---------- | ---- |
| FA Cup      | Chelsea F. C. | Inglaterra | 1997 |
| FA Cup      | Chelsea F. C. | Inglaterra | 2000 |
| Eliteserien | Vålerenga IF  | Noruega    | 2012 |

### Títulos internacionales
| Título              | Club          | Sede   | Año  |
| ------------------- | ------------- | ------ | ---- |
| Supercopa de Europa | Chelsea F. C. | Mónaco | 1998 |